# جيسيكا شاستاين
جيسيكا شاستاين (بالإنجليزية: Jessica Chastain) هي ممثلة أمريكية من مواليد 24 مارس 1977. بدأت شاستاين مسيرتها في هوليوود كضيفة شرف في العديد من البرامج التلفزيونية قبل أن تظهر لأول مرة في فيلم جولين (2008). في 2011 أشتهرت لدورها في ستة أفلام، من ضمنها شجرة الحياة وتعليمات الذي ترشحت بسببه لجائزة الأوسكار لأفضل ممثلة مساعدة وجوائز أخرى. في 2012، ظهرت لأول مرة على مسارح برودواي.
حصلت شاستاين على إشادة كبيرة في 2012 لدورها في 30 دقيقة بعد منتصف الليل وربحت جائزة اختيار نقاد الأفلام لأفضل ممثلة وجائزة غولدن غلوب لأفضل ممثلة - فيلم دراما وتلقت ترشيح لجائزة الأوسكار لأفضل ممثلة. أفلامها البارزة الأخرى تشمل بينجمي (2014) والسنة الأكثر عنفا (2014). في عام 2012 أختارتها مجلة تايم كواحدة من «أكثر 100 شخصية مؤثرة في العالم».

## حياتها المبكرة
ولدت جيسيكا ميشيل تشاستين في 24 مارس 1977، في سكرامنتو، كاليفورنيا، لجيري رينيه هاستي ومايكل موناستيريو. علاقتها بابيها غير جيدة، وقالت إنه لا يوجد أب مُدرج في شهادة ميلادها. لديها شقيقتان وشقيقان. ماتت شقيقتها جولييت منتحرة في عام 2003 بعد سنوات من إدمان المخدرات. نشأت تشاستين في سكرامنتو على يد والدتها وزوج والدتها مايكل هاستي. قالت جيسيكا إن زوج والدتها كان أول شخص جعلها تشعر بالأمان.
أهتمت جيسيكا لأول مرة بالتمثيل في سن السابعة، بعد أن أخذتها جدتها إلى الكواليس الخلفية لللعروض المسرحية. كانت تقدم بانتظام عروض هواة مع أطفال آخرين، وتعتبر نفسها مديرة فنية لهم. كانت جيسيكا طالبة في مدرسة إلكامينو الأساسية الثانوية في سكرامنتو وكافحت علي المستوي الأكاديمي. كانت وحيدة في المدرسة، لكن في النهاية وجدت متنفسًا في الفنون المسرحية. وقد وصفت كيف كانت تتغيب عن المدرسة لتقرأ روايات شكسبير، الذي أصبحت مفتونة بمسرحياته بعد حضورها مهرجان أوريغون مع زملائها في الفصل. مع كثرة الغياب خلال سنتها الدراسية الأخيرة، لم تتخرج، لكنها حصلت لاحقًا على دبلوم الكبار. التحقت لاحقًا بكلية مدينة ساكرامنتو من عام 1996 إلى عام 1997، حيث كانت خلالها عضوًا في فريق المناقشة بالمؤسسة. في حديثها عن طفولتها المبكرة، قالت شاستين:
| جيسيكا شاستاين | نشأت مع أم عزباء عملت بجد لوضع الطعام على مائدتنا. لم يكن لدينا المال. كانت هناك ليال كثيرة اضطررنا فيها إلى النوم دون تناول الطعام. كانت تربية صعبة للغاية. لم تكن الأمور سهلة بالنسبة لي. | جيسيكا شاستاين |

في عام 1998، أنهت تشاستين تعليمها في الأكاديمية الأمريكية للفنون المسرحية وظهرت لأول مرة على المسرح بدور جولييت في مسرحية روميو وجولييت نظمتها شركة ثياتروركس، وهي شركة في منطقة خليج سان فرانسيسكو. قادتها المسرحية إلى الاختبار في مدرسة جويليارد في مدينة نيويورك، حيث تم قبولها قريبًا ومنحها منحة دراسية بتمويل من الممثل روبن ويليامز. في عامها الأول في المدرسة، عانت تشاستين من القلق وكانت قلقة بشأن استبعادها من البرنامج، حيث كانت تقضي معظم وقتها في القراءة ومشاهدة الأفلام. تخرجت من المدرسة بدرجة البكالوريوس في الفنون الجميلة عام 2003.

## مسيرتها المهنية

### 2004-2010: الأدوار المبكرة
قبل فترة وجيزة من تخرجها من مدرسة جويليارد، حضرت جيسيكا مؤتمر لطلاب السنة النهائية في لوس أنجلوس، حيث وقعت على صفقة عقد المواهب من قبل المنتج التلفزيوني جون ويلز. انتقلت إلى لوس أنجلوس وبدأت في اختبار الوظائف. في البداية، وجدت صعوبات، والتي اعتقدت أنها كانت بسبب أن أشخاصًا آخرين وجدوا صعوبة في تصنيفها على أنها ذات شعر أحمر بمظهر غير تقليدي. في أول ظهور تلفزيوني لها، عام 2004 في مسلسل ظلال داكنة، مثلت دور كارولين ستودارد. ولكن المسلسل لم يتم اختياره للبث. في وقت لاحق من ذلك العام، ظهرت كضيفة في المسلسل الدرامي الطبي إي آر في دور امرأة «ذهانية». واصلت الظهور في أدوار صغيرة في عدد من المسلسلات التلفزيونية الأخرى من 2004 إلى 2007، بما في ذلك فيرونيكا مارس.
في عام 2004، حصلت جيسيكا علي دور أنيا، في مسرحية بستان الكرز والتي عرضت في مهرجان ويليامزتاون المسرحي. في ذلك العام أيضًا، مثلت دور ابنة لممثل سينمائي مضطرب في منتصف العمر في مسرحية زوجة رودني. لم يستقبل الناقد بن برانتلي من صحيفة نيويورك تايمز أدائها بشكل جيد. أوصى بها نيلسون لآل باتشينو، الذي كان يبحث عن ممثلة لتمثيل دور البطولة في مسرحية سالومي. علي الرغم من أن شخصبة سالومي كانت تبلغ من العمر 16 عامًا، تم إختيار جيسيكا التي كانت تبلغ من العمر 29 عامًا للدور. عُرضت المسرحية في عام 2006 في مسرح وادزورث في لوس أنجلوس، ولاحظت جيسيكا لاحقًا أنها ساعدت في لفت انتباه العديد من مديري التمثيل. انتقد الناقد ستيفن أوكسمان أداؤها في المسرحية.
ظهرت جيسيكا لأول مرة في عام 2008 بصفتها البطلة في فيلم جولين، استنادًا إلى قصة قصيرة من تأليف إي إل دوكتورو. حصلت على جائزة أفضل ممثلة في مهرجان سياتل السينمائي الدولي. في عام 2009، لعبت دور ديسديمونا في مسرحية شكسبير عطيل. في عام 2010، لعب جيسيكا دور البطولة في فيلم الإثارة الدين، الذي يحكي قصة عميل الموساد الذي تم إرساله إلى برلين الشرقية في الستينيات للقبض على طبيب نازي سابق أجرى تجارب طبية في معسكرات الاعتقال. شاركت دورها مع هيلين ميرين، حيث صورت الممثلتان الشخصية في مراحل مختلفة من حياتها. تلقى شاستين دروسًا في اللغة الألمانية وكراف مغا، ودرست كتبًا عن الطبيب النازي جوزيف منغيل وتاريخ الموساد. وصف ويليام توماس من مجلة إمباير الفيلم بأنه «فيلم إثارة ذكي وجيد التمثيل». كما ظهرت بدور ماري دبنهام في حلقة من المسلسل التلفزيوني البريطاني أجاثا كريستي بوارو، استنادًا إلى رواية أجاثا كريستي عام 1934 بعنوان جريمة في قطار الشرق السريع.

### 2011-2013: الصعود إلى الشهرة
في عام 2011، كان لدى جيسيكا ستة أدوار. كان أول الأدوار كزوجة شخصية مايكل شانون في فيلم تايك شيلتر للمخرج جيف نيكولز. تم عرض الفيلم في 2011 مهرجان صندانس السينمائي. في كوريولانوس، لعبت جيسيكا دور فيرجيليا. كان دورها التالي مع براد بيت، بصفتها الأم المحببة لثلاثة أطفال في فيلم شجرة الحياة. تم عرض الفيلم لأول مرة في مهرجان كان السينمائي 2011 واستقبله الجمهور باستقطاب شديد، على الرغم من الإشادة به من قبل النقاد وفاز بجائزة السعفة الذهبية.
في عام 2011، كان أكبر نجاح لجيسيكا في فيلم المساعدة، الذي شاركت في بطولته فيولا ديفيس وأوكتافيا سبنسر وإيما ستون. لعبت تشاستين دور سيليا فوت، وهي شخصية اجتماعية طموحة في الستينيات من القرن الماضي والتي أقامت صداقة مع خادمتها السوداء (التي لعبت دورها سبنسر). حصد الفيلم على 216 مليون دولار في شباك التذاكر ليصبح أكثر أفلامها مشاهدةً حتى تلك اللحظة. أشاد مانوهلا دارجيس من صحيفة نيويورك تايمز بالتناغم بين شاستين وسبنسر. حصلت جيسيكا على أول ترشيح لجائزة الأوسكار في فئة أفضل ممثلة مساعدة، بالإضافة إلى ترشيحات بافتا وغولن غلوب في نفس الفئة، والتي خسرتها جميعًا أمام سبنسر.
كان آخر دورين لجيسيكا في 2011 هما فيلم وايلد سالومي، وفيلم الإثارة والجريمة تكساس كيلينغ فيلدز. عرض اثنان من أفلام جيسيكا في عام 2012 لأول مرة في مهرجان كان السينمائي الخامس والستين - فيلم الرسوم المتحركة الكوميدي مدغشقر 3: أكثر المطلوبين في أوروبا وفيلم الدراما الإجرامية خارجون عن القانون. في سيرة ذاتية تجريبية للمؤلف س. ك. وليامز، بعنوان «لون الوقت»، من إخراج جيمس فرانكو، لعبت جيسيكا دور والدة ويليامز الشاب. بسبب تضارب المواعيد، انسحبت من أفلام النسيان وآيرون مان 3. وبدلاً من ذلك، ظهرت لأول مرة في مسرحية الوريثة، حيث لعبت دور كاثرين سلوبر، وهي فتاة ساذجة تحولت إلى امرأة قوية. تم عرض المسرحية في مسرح والتر كير من نوفمبر 2012 إلى فبراير 2013.
فيلم الإثارة 30 دقيقة بعد منتصف الليل كان بمثابة الفيلم الأخير لجيسيكا لعام 2012. يحكي الفيلم رواية خيالية عن مطاردة استمرت لعقد من الزمان لزعيم القاعدة أسامة بن لادن بعد هجمات 11 سبتمبر. أدت جيسيكا دور مايا، محللة استخبارات في وكالة المخابرات المركزية. عانت من الاكتئاب أثناء العمل وغادرت ذات مرة لأنها لم تكن قادرة على الاستمرار. تلقى الفيلم إشادة من النقاد ولكنه كان مثيرًا للجدل لمشاهد التعذيب التي تم عرضها وهي تقدم معلومات استخبارية مفيدة في البحث عن بن لادن. فازت جيسيكا بجائزة غولدن غلوب لأفضل ممثلة في الدراما وحصلت على ترشيحات أوسكار وبافتا لأفضل ممثلة.  بعد ذلك، حصلت جيسيكا علي دور موسيقية أجبرت على رعاية بنات أخت صديقها المضطربتين في فيلم الرعب ماما. انجذبت إلى فكرة لعب دور امرأة مختلفة تمامًا عن أدوار «الأم المثالية» التي لعبتها سابقًا، واستندت في مظهر شخصيتها إلى المغنية أليس غلاس. اعتبر الناقد ريتشارد روبر أن أدائها دليل على كونها واحدة من أفضل الممثلين في جيلها. ثم قامت بدور البطولة كشخصية امرأة مكتئبة تنفصل عن زوجها بعد حادثة مأساوية في فيلم اختفاء إليانور ريجبي. كتب الكاتب والمخرج نيد بنسون القصة في البداية من وجهة نظر زوج ريجبي، ثم كتب نسخة منفصلة من منظور ريجبي.

### 2014 إلى الوقت الحاضر: أفلام الخيال العلمي وأدوار النسوية
ظهرت تشاستين في ثلاثة أفلام في عام 2014. لعبت دور البطل في فيلم السيدة جولي، وهو فيلم مقتبس عن مسرحية أوغست ستريندبرغ عام 1888 التي تحمل الاسم نفسه، من إخراج ليف أولمان. يحكي الفيلم عن أرستقراطي إيرلندي مكبوت جنسيًا. انجذبت تشاستين إلى وجهة نظر أولمان النسوية في هذا الموضوع. حصل الفيلم على إصدار مسرحي محدود فقط. أثناء تصوير الفيلم في أيرلندا، حصلت جيسيكا علي سيناريو فيلم الخيال العلمي لكريستوفر نولان بين النجوم. بميزانية قدرها 165 مليون دولار، تم تصوير الفيلم، الذي شاركها في بطولته ماثيو ماكونهي وآن هاثاواي. لعبت جيسيكا دور الابنة البالغة لشخصية ماكونهي. حقق الفيلم أكثر من 696 مليون دولار في جميع أنحاء العالم ليكون أعلى أفلامها تحقيقاً للإيرادات.
كان الفيلم الأخير لجيسيكا في عام 2014 هو فيلم الدراما الإجرامية العام الأكثر عنفا. تدور أحداث الفيلم في مدينة نيويورك عام 1981، وهو العام الذي سجلت فيه المدينة أعلى معدل للجريمة، ويحكي الفيلم قصة مالك شركة زيت تدفئة وزوجته القاسية. أثناء التحضير، بحثت جيسيكا في تفاصيل تلك الفترة وعملت مع مدرب لهجة للتحدث بلهجة بروكلين. تعاونت مع مصممة الأزياء كاسيا واليكا ميمون للعمل على ملابس شخصيتها، واتصلت بـ أرماني الذي زودها بملابس تلك الفترة. حصلت على جائزة جولدن جلوب لأفضل ممثلة مساعدة عن الفيلم. عن عملها في عام 2014، كرمت جمعية نقاد البث السينمائي شاستين بجائزة إنجاز خاص.
في عام 2015، لعبت جيسيكا دور أساسي في فيلم الخيال العلمي المريخي. الفيلم من بطولة مات ديمون بدور عالم نبات تقطعت به السبل على سطح المريخ بواسطة فريق من رواد الفضاء، ويستند الفيلم إلى رواية آندي وير التي تحمل الاسم نفسه. التقت جيسيكا برواد فضاء في مختبر الدفع النفاث ومركز جونسون للفضاء، وصاغت دورها في الفيلم بناءاً علي شخصية تريسي كالدويل دايسون التي أمضت معها بعض الوقت في هيوستن. أصبح المريخي فيلمها الثاني الذي حقق أكثر من 600 مليون دولار في عامين متتاليين. تألقت جيسيكا بعد ذلك بدور المرأة التي تتآمر مع شقيقها لترويع عروسه الجديدة في قصة جييرمو ديل تورو الرومانسية القمة القرمزية.
في عام 2016، حصلت جيسيكا علي دور في فيلم الصياد: حرب الشتاء، والذي كان بمثابة تكملة لفيلم بياض الثلج والصياد. انجذبت إلى فكرة لعب دور محاربة تتساوى مهاراتها مع مهارات الشخصية الرئيسية الذكر. ثم قامت بدور البطولة في فيلم الإثارة السياسي آنسة سلون، تلقت جيسيكا ترشيحًا لجائزة غولدن غلوب لأفضل ممثلة في الدراما عن أدائها في هذا الفيلم. أيضًا في عام 2016، أطلقت جيسيكا شركة إنتاج تسمى فريكل فيلمز، برئاسة فريق من المديرات التنفيذيات. بدأت عام 2017 بالعمل كمنتج تنفيذي ورواية فيلم أنا جين دو، وهو فيلم وثائقي عن الاتجار بالجنس.
لعبت جيسيكا دور مولي بلوم، المتزلجة السابقة التي أدارت لعبة قمار أدت إلى اعتقالها من قبل مكتب التحقيقات الفيدرالي، في فيلم لعبة مولي. بدلاً من الاعتماد على شخصية بلوم المكتوبة، التقت جيسيكا ببلوم لاستكشاف عيوب شخصيتها ونقاط ضعفها. كما أنها بحثت في عالم البوكر الخفي وأجرت مقابلات مع بعض عملاء بلوم. أشاد بيتر ديبروج بدورها باعتباره «واحدة من أعظم الأدوار النسائية في الشاشة». حصلت على ترشيحها الخامس لغولدن غلوب لدورها في هذا الفيلم.
بعد ذلك، لعبت جيسيكا دور كائن فضائي شرير في فيلم الأبطال الخارقين عنقاء الظلام، والذي كان يعد الجزء الثاني عشر من سلسلة أفلام إكس مان، نظرًا لتركيزه على الشخصيات النسائية، سجل الفيلم عائدات ضعيفة في شباك التذاكر. في فيلم إت: الفصل الثاني، لعبت دور بيفرلي مارش، وشاركت الدور مع صوفيا ليليس. أثبت التصوير أنه يمثل تحديًا بالنسبة لجيسيكا، حيث فضل المخرج أندريس موسكيتي استخدام التأثيرات العملية على صور منشأة بالحاسوب؛ مشهد واحد معين تطلب منها أن تكون مغطاة بـ 4500 جالون من الدم المزيف.حقق الفيلم أكثر من 470 مليون دولار في جميع أنحاء العالم. تألقت جيسيكا بعد ذلك في فيلم الحركة آفا، والذي كتبه وكان من المقرر في البداية إخراجه من قبل ماثيو نيوتن، الذي لديه تاريخ من العنف المنزلي. تم استبدال نيوتن بتيت تايلور.

## حياتها الشخصية
على الرغم من الاهتمام الإعلامي الكبير، لا تزال شاستين حذرة بشأن حياتها الشخصية، وتختار عدم حضور المهرجانات مع شريك. تعتبر جيسيكا نفسها شخصية «خجولة»، وفي عام 2011 قالت إنها تستمتع بالروتين المنزلي مثل تمشية الكلاب ولعب القيثارة، بدلاً من الاحتفال لأوقات متأخرة. استشهدت جيسيكا بالممثلة إيزابيل هوبرت باعتبارها مثالاُ لكيفية إدارة الأسرة والتمثيل معاً في وقت واحد.
تشاستين من محبي الحيوانات، وقد تبنت كلب. بعد معاناتها من متاعب صحية بدأت بممارسة النظام النباتي. وهي مستثمرة في ما وراء اللحوم، وهي شركة بدائل اللحوم.
في العقد الأول من القرن الحادي والعشرين، كان شاستين على علاقة مع الكاتب والمخرج نيد بنسون، وانتهت في عام 2010. في عام 2012، بدأت في مواعدة جيان لوكا باسي دي بريبوسولو، وهو كونت إيطالي من عائلة باسي دي بريبوسولو النبيلة، وهو مدير تنفيذي لعلامة الأزياء مونكلير. في 10 يونيو 2017، تزوجت من بريبوسولو في منزل عائلته في كاربونيرا بإيطاليا. في عام 2018، رزق الزوجان ببنت عن طريق تأجير الأرحام.  وُلد طفلهما الثاني في عام 2020. يقيم الزوجان في مدينة نيويورك.

## اعمالها
| عنوان                             | سنة         | دور               | مخرج (ه)                                | ملاحظات               | مرجع          |
| --------------------------------- | ----------- | ----------------- | --------------------------------------- | --------------------- | ------------- |
| جولين                             | 2008        | جولين             | دان أيرلندا                             |                       | [ 68 ]        |
| مسروق                             | 2009        | سالي آن           | أنديرس أندرسون                          |                       | [ 69 ]        |
| الغربي                            | 2010        | والدة دانييل      | نيد بنسون                               | فيلم قصير أيضاً كمنتجة | [ 70 ]        |
| الدَين                             | 2010        | رايتشل سنغير      | جون مادن                                |                       |               |
| أتخذ ملجأ                         | 2011        | سمانثا            | جيف نيكولز                              |                       | [ 71 ]        |
| كوريولانوس                        | 2011        | فيرجيليا          | رالف فاينس                              |                       | [ 72 ]        |
| شجرة الحياة                       | 2011        | السيدة أوبراين    | تيرينس ماليك                            |                       | [ 73 ]        |
| تعليمات                           | 2011        | سيليا فوت         | تيت تايلور                              |                       | [ 74 ]        |
| وايلد سالومي                      | 2011        | سالومي            | آل باتشينو                              | فيلم وثائقي           | [ 75 ]        |
| حقول قتل تكساس                    | 2011        | المحقق بام ستول   | أمي كانن مان                            |                       | [ 76 ]        |
| مدغشقر 3: أكثر المطلوبين في أوربا | 2012        | غيا               | اريك دارنيل، توم ماكغراث، كونراد فيرنون | أداء صوتي             | [ 77 ]        |
| خارجون عن القانون                 | 2012        | ماغي بوفورد       | جون هلكوت                               |                       | [ 78 ]        |
| لون المال                         | 2012        | السيدة وليامز     | العديد                                  |                       | [ 79 ]        |
| 30 دقيقة بعد منتصف الليل          | 2012        | مايا              | كاثرين بيغلو                            |                       | [ 80 ]        |
| ماما                              | 2013        | أنابيل            | أندريس مشتي                             |                       | [ 81 ]        |
| اختفاء إليانور ريغبي              | 2013        | إليانور ريغبي     | نيد بنسون                               | أيضاً منتجة            | [ 82 ] [ 83 ] |
| الآنسة جولي                       | 2014        | الآنسة جولي       | ليف أولمان                              |                       | [ 84 ]        |
| بين النجوم                        | 2014        | مورفي كوبر "مورف" | كريستوفر نولان                          |                       | [ 85 ]        |
| السنة الأكثر عنفا                 | 2014        | آنا موراليس       | جي سي تشاندلر                           |                       | [ 86 ]        |
| يونتي                             | 2015        | الرواي            | شاون مونسون                             | فيلم وثائقي           | [ 87 ] [ 88 ] |
| المريخي                           | 2015        | ميليسا لويس       | ريدلي سكوت                              |                       | [ 89 ] [ 90 ] |
| ذروة القرمزي                      | 2015        | سيدة لوسيل شارب   | جييرمو ديل تورو                         |                       | [ 91 ]        |
| الصياد                            | 2016        | يعلن لاحقاً        | سيدريك نيكولا ترويان                    |                       | [ 92 ]        |
| زوجة حارس الحديقة                 | 2016        |                   | نيكي كارو                               |                       | [ 93 ]        |
| لعبة مولي                         | 2017        | مولي بلوم         | آرون سوركين                             |                       |               |
| امرأة تمشي إلى الأمام             | 2017        | كارولين ويلدون    |                                         |                       | [ 94 ]        |
| هذا يغير كل شيء                   | 2018        | نفسها             |                                         | فيلم وثائقي           | [ 95 ]        |
| عنقاء الظلام                      | 2019        | فوك / مارجريت     |                                         |                       | [ 96 ]        |
| إت: الفصل الثاني                  | 2019        | بيفرلي مارش       |                                         |                       | [ 97 ]        |
| خلق شخصية: تراث موني ياكيم        | 2020        | نفسهل             |                                         | فيلم وثائقي           | [ 98 ]        |
| آفا                               | 2020        | افا فولكنر        |                                         |                       | [ 99 ]        |
| عيون تامي فاي                     | 2021        | تامي فاي بكر      |                                         |                       | [ 100 ]       |
| 355                               | 2022        | ميسون براون       |                                         |                       | [ 101 ]       |
| المغفور                           | سيتم إعلانه | سيتم إعلانه       |                                         |                       | [ 102 ]       |

## روابط خارجية
- جيسيكا شاستاين على موقع IMDb (الإنجليزية)
- جيسيكا شاستاين على موقع ميتاكريتيك (الإنجليزية)
- جيسيكا شاستاين على موقع الموسوعة البريطانية (الإنجليزية)
- جيسيكا شاستاين على موقع روتن توميتوز (الإنجليزية)
- جيسيكا شاستاين على موقع مونزينجر (الألمانية)
- جيسيكا شاستاين على موقع قاعدة بيانات الأفلام العربية
- جيسيكا شاستاين على موقع ألو سيني (الفرنسية)
- جيسيكا شاستاين على موقع ميوزك برينز (الإنجليزية)
- جيسيكا شاستاين على موقع تيرنر كلاسيك موفيز (الإنجليزية)
- جيسيكا شاستاين على موقع أول موفي (الإنجليزية)